# Petersgmünd
Petersgmünd (fränkisch: Bäjdaschgmind) ist ein Gemeindeteil der Gemeinde Georgensgmünd im Landkreis Roth (Mittelfranken, Bayern). Die Gemarkung Petersgmünd hat eine Fläche von 4,769 km². Sie ist in 1195 Flurstücke aufgeteilt, die eine durchschnittliche Fläche von 3990,88 m² haben.

## Geografische Lage
Das Kirchdorf liegt, nur durch die Schwäbische Rezat getrennt, direkt angrenzend östlich von Georgensgmünd. Der Stöckachgraben mündet hier als rechter Zufluss in die Schwäbische Rezat. Im Osten grenzt das Waldgebiet „Ackerlohe“ an, im Süden das Waldgebiet „Schindach“, 0,75 km südwestlich liegen die Flurgebiete „Holzwiesen“ und „Winkel“.
Eine Gemeindeverbindungsstraße führt nach Georgensgmünd zur Staatsstraße 2224 (0,6 km westlich) bzw. zur Kreisstraße RH 9 (1,4 km südöstlich). Ein Wirtschaftsweg führt nach Wernsbach (3,4 km östlich).

## Geschichte
Der Ort wurde möglicherweise 1295 erstmals urkundlich erwähnt, in einer Urkunde von 22. Juni 1442 erfolgte die Nennung als „Petersgmünd“ zur Unterscheidung von Georgens- und Friedrichsgmünd, wodurch dies die erste sichere urkundliche Erwähnung ist. Das Bestimmungswort ist Peter, das Patrozinium der Ortskirche. Petersgmünd unterstand im 13. Jahrhundert den Herren von Hausen, denen zu dieser Zeit auch der größte Teil der umliegenden Dörfer gehörte. Das bäuerlich geprägte Dorf lag an der Via Imperii, einer wichtigen Handelsstraße des Mittelalters. 1590, nach Aussterben der Herren von Hausen, fiel das ganze Petersgmünder Lehen an den Markgrafen von Brandenburg-Ansbach zurück. Nach einer damaligen Beschreibung gab es in dem Ort „1 Gotzhaus [= Kirche], 1 Hirtenhaus, 7 Höf, 14 Güter [= Halbhöfe] und eine Mühl“.
Bis 1532, als in Petersgmünd die Reformation eingeführt wurde, gab es einen eigenen Kaplan mit zugehörigem Frühmesserhaus, der die Gottesdienste in der St. Peterskirche abhielt. Danach wurde die Gemeinde von der Pfarrei in Georgensgmünd versorgt, was zu anhaltenden Streitigkeiten führte, die erst 1710 durch einen Vertrag mit dem Ansbacher Markgrafen Wilhelm Friedrich ein Ende fanden, in dem geregelt wurde, dass jeder dritte Gottesdienst in Petersgmünd abgehalten werden darf, alle übrigen in Georgensgmünd.
Während des Dreißigjährigen Krieges wurde Petersgmünd mehrfach geplündert und verwüstet, so dass der Ort 1640 völlig zerstört und verödet war.
Gegen Ende des 18. Jahrhunderts gab es in Petersgmünd 30 Anwesen. Das Hochgericht übte das brandenburg-ansbachische Oberamt Roth aus, die Dorf- und Gemeindeherrschaft hatte das Richteramt Georgensgmünd. Grundherren waren das Fürstentum Ansbach (21 Anwesen; Richteramt Georgensgmünd: 1 Ganzhof, 1 Ganzhof mit Mahlmühle und Schmiede, 7 Köblergüter, 1 Gut mit Tafernwirtschaft, 6 Gütlein, 1 Leerhaus; Kirche Roth: 1 Köblergut, 1 Gütlein; Kirche Petersgmünd: 1 Halbhof, 1 Köblergut), die Reichsstadt Nürnberg (St.-Klara-Klosteramt: 2 Ganzhöfe, 1 Köblergut; Landesalmosenamt: 1 Ganzhof, 1 Dreiviertelhof, 1 Gütlein) und Nürnberger Eigenherrn (von Grundherr: 1 Ganzhof; von Holzschuher: 1 Köblergut; von Nützel: 1 Dreiviertelhof). Neben den Anwesen gab es noch die Kirche St. Peter, das Forsthaus, das ein herrschaftliches Gebäude war, und das Hirtenhaus als kommunales Gebäude.
Im Geographischen statistisch-topographischen Lexikon von Franken (1801) wird der Ort folgendermaßen beschrieben:

„Petersgmünd, an der Rednitz, anderthalb Stunden hinter Roth gegen Weissenburg, Filialkirchdorf des Ansbachischen Oberamts Roth mit 20 in dasselbe gehörigen Unterthanen; 20 sind fremdherrisch.
In weniger Entfernung von diesem Orte ist die Quinatische und Meyerische Papiermühle. Die Papiere, welche beyde verfertigen, sind von vorzüglicher Güte. Das Fabrikzeichen ist eine Fichte. In der Quinatischen Fabrike werden besonders auch verschiedene Sorten holländischer Papiere sehr gut nachgemacht.“

Von 1797 bis 1808 unterstand der Ort dem Justiz- und Kammeramt Roth. 1806 kam Petersgmünd an das Königreich Bayern. Im Rahmen des Gemeindeedikts wurde es dem 1808 gebildeten Steuerdistrikt Georgensgmünd zugewiesen. 1811 entstand die Ruralgemeinde Petersgmünd. Sie war in Verwaltung und Gerichtsbarkeit dem Landgericht Pleinfeld (1858 in Landgericht Roth umbenannt) zugeordnet und in der Finanzverwaltung dem Rentamt Spalt (1919 in Finanzamt Spalt umbenannt). Ab 1862 gehörte Petersgmünd zum Bezirksamt Schwabach (1939 in Landkreis Schwabach umbenannt). Die Gerichtsbarkeit blieb beim Landgericht Roth (1879 in Amtsgericht Roth umbenannt), seit 1970 ist das Amtsgericht Schwabach zuständig. 1932 wurde das Finanzamt Spalt aufgelöst. Seitdem gehört Petersgmünd zum Finanzamt Schwabach. Die Gemeinde hatte 1964 eine Gebietsfläche von 4,713 km².
Mit der Anbindung durch die Ludwig-Süd-Nord-Bahn im Jahre 1849 konnten sich im Ort neben den landwirtschaftlichen Betrieben nun auch Handwerksbetriebe und Geschäfte etablieren.
Am 1. Juni 1972 wurde Petersgmünd im Zuge der Gebietsreform in Bayern nach Georgensgmünd eingegliedert.

### Baudenkmäler
In Petersgmünd gibt es zehn Baudenkmäler:
- Bauernhäuser und Scheunen
- ehemaliges Forsthaus
- ehemaliges Wildmeisterhaus
- ehemaliges Mühlenanwesen
- St. Peter (Petersgmünd), evang.-luth. Kirche, Langhaus-Saalbau 18. Jahrhundert, Turmuntergeschosse 15. Jahrhundert, -obergeschosse 19. Jahrhundert; mit Ausstattung; Freitreppen; Friedhof mit Ummauerung

### Einwohnerentwicklung
| Jahr      | 1818   | 1840   | 1852   | 1855   | 1861   | 1867   | 1871   | 1875   | 1880   | 1885   | 1890   | 1895   | 1900   | 1905   | 1910   | 1919   | 1925   | 1933   | 1939   | 1946   | 1950   | 1952   | 1961   | 1970   | 1987   | 2021  |
| Einwohner | 236    | 229    | 244    | 241    | 242    | 275    | 269    | 256    | 268    | 279    | 242    | 266    | 274    | 248    | 237    | 252    | 245    | 265    | 275    | 392    | 367    | 345    | 390    | 399    | 389    | 531   |
| Häuser    | 50     | 42     |        |        |        |        | 48     |        |        | 53     | 53     |        | 53     |        |        |        | 51     |        |        |        | 62     |        | 80     |        | 118    |       |
| Quelle    | [ 17 ] | [ 18 ] | [ 19 ] | [ 19 ] | [ 20 ] | [ 21 ] | [ 22 ] | [ 23 ] | [ 24 ] | [ 25 ] | [ 26 ] | [ 19 ] | [ 27 ] | [ 19 ] | [ 28 ] | [ 19 ] | [ 29 ] | [ 19 ] | [ 19 ] | [ 19 ] | [ 30 ] | [ 19 ] | [ 12 ] | [ 31 ] | [ 32 ] | [ 2 ] |

## Religion
Petersgmünd ist seit der Reformation evangelisch-lutherisch geprägt und bis heute  nach St. Georg (Georgensgmünd) gepfarrt. Die Einwohner römisch-katholischer Konfession waren zunächst nach Maria Aufnahme in den Himmel (Roth) gepfarrt, heute ist die Pfarrei St. Wunibald (Georgensgmünd) zuständig.